# بوناروتی (متروی میلان)
بوناروتی (انگلیسی: Buonarroti) ایستگاهی در خط ۱ متروی میلان در میلان ایتالیا است. ایستگاه زیرزمینی در ۱ نوامبر ۱۹۶۴ به عنوان بخشی از برنامه مترو، بین محله سستو مارلی و لوتو افتتاح شد.این ایستگاه در میدان میکل آنژ بووناروتی میلان واقع شده است.